# Valdai
|  | Per a altres significats, vegeu «planell de Valdai». |

Valdai (en rus Валдай) és una ciutat del sud-est de l'óblast de Nóvgorod, a Rússia, a la carretera entre Sant Petersburg i Moscou. Situada a la regió coneguda com el planell de Valdai, vora el llac de Valdai (Валдайское озеро, Valdàiskoie ózero), és la capital del districte o raion de Valdai. El 2003 tenia 18.700 habitants.
Fundada el 1495, va obtenir el títol de ciutat el 1770. Ciutat rica en història, la seva màxima atracció és el monestir d'Iverski, del segle xvii, situat en una illa del llac de Valdai, davant la ciutat.